# Rūta Irbe Tropa
Rūta Irbe Tropa (* 21. August 1992) ist eine ehemalige lettische Gras- und Alpinskiläuferin. Sie nahm 2008 und 2009 an den Grasski-Juniorenweltmeisterschaften und in der Saison 2009 an zwei Grasski-Weltcuprennen teil. Im Alpinen Skisport nahm sie von 2007 bis 2009 an FIS-Rennen sowie am Europäischen Olympischen Winter-Jugendfestival 2009 teil.

## Karriere
Tropas erstes internationales Großereignis war die Grasski-Juniorenweltmeisterschaft 2008 in Rieden in der Schweiz. Dabei gewann sie die Silbermedaille in der Super-Kombination, allerdings kamen in diesem Wettbewerb nur drei Läuferinnen in die Wertung. Im Super-G und im Slalom belegte sie als jeweils Letzte den fünften bzw. sechsten Rang, im Riesenslalom schied sie im ersten Durchgang aus. Im Juli 2009 nahm Tropa im tschechischen Ort Čenkovice an zwei Grasski-Weltcupslaloms teil. Im Ersten schied sie aus, im Zweiten belegte sie als Letzte der gewerteten Läuferinnen den zehnten Rang, womit sie ihre ersten und einzigen Weltcuppunkte gewann. Damit belegte sie in der Gesamtwertung der Saison 2009 punktegleich mit der Iranerin Samira Zargari den 20. und zugleich letzten Platz. Bei der Grasski-Juniorenweltmeisterschaft 2009 in Horní Lhota u Ostravy wurde sie Siebte im Super-G und Achte in der Super-Kombination. Im Slalom und im Riesenslalom kam sie nicht ins Ziel. Nach 2009 nahm sie an keinen weiteren Grasski-Wettkämpfen teil.
Im Winter startete Tropa ab der Saison 2007/2008 auch bei einigen FIS-Rennen im Alpinen Skisport und fuhr dabei zweimal unter die besten 20. Im Februar 2009 nahm sie am Europäischen Olympischen Winter-Jugendfestival in Szczyrk teil, erreichte aber nur einen 57. Rang im Slalom. Auch im Alpinen Skisport fuhr sie 2009 ihre letzten Rennen.

## Erfolge (Grasski)

### Juniorenweltmeisterschaften
- Rieden 2008: 2. Super-Kombination, 5. Super-G, 6. Slalom
- Horní Lhota u Ostravy 2009: 7. Super-G, 8. Super-Kombination

### Weltcup
- Eine Platzierung unter den besten zehn